# Agnes Waterhouse
Agnes Waterhouse (c. 1503 - 29 de juliol de 1566), també coneguda com a mare Waterhouse, fou la primera dona a ser executada per bruixeria a Anglaterra.
El 1566 va ser acusada de bruixeria juntament amb dues altres dones, Elizabeth Francis i Joan Waterhouse. Totes tres eren del mateix poble, Hatfield Peverel. Va confessar ser una bruixa i que el seu esperit familiar era un gat (que més endavant es va convertir en un gripau) amb el nom de Satan, de vegades escrit Sathan, que originàriament pertanyia a Elizabeth Francis. Agnes va ser jutjada a Chelmsford (Essex) aquell mateix any, acusada d'haver fet servir la bruixeria per causar una malaltia a William Fynne, que havia mort el novembre de 1565. També va ser acusada de fer servir la fetilleria per matar el bestiar, i fer emmalaltir i causar la mort del seu marit. La seva filla, Joan Waterhouse, també va ser acusada del mateix crim, però va ser trobada no culpable.
Waterhouse va ser penjada, i es convertí en la primera dona executada per bruixeria a Anglaterra. La seva figura va ser inclosa en l'obra The Dinner Party de Judy Chicago, representada com un dels 999 noms a l'Heritage Floor.